# Ophiacodontidae
Ophiacodontidae — вимерла родина ранніх евпелікозаврів кам'яновугільного та пермського періодів. Archaeothyris і Clepsydrops були одними з найдавніших офіакодонтід, які з'явилися в пізньому карбоні. Ophiacodontidae — одні з найбільш базальних синапсидів, відгалуженням лінії, яка включає терапсидів та їхніх нащадків, ссавців. Група вимерла в середній пермі, її замінили аномодонти, теріодонти та діапсиди.

## Характеристики

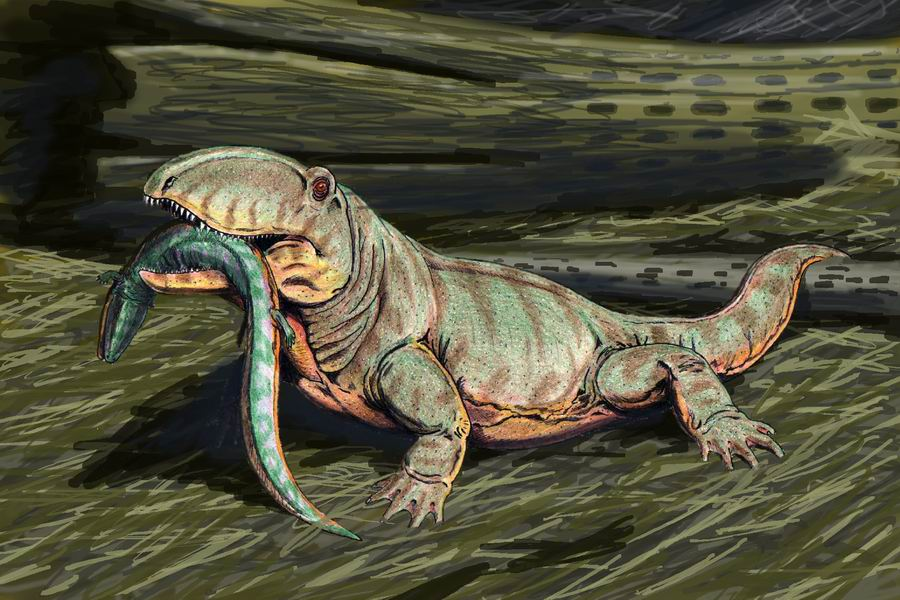
Реставрація Ophiacodon mirus

Спосіб життя офіакодонтових довгий час викликав суперечки. Деякі дослідження припускали, що вони були напівводними, а деякі навіть припускали, що вони вели досить водний спосіб життя, але нещодавнє дослідження, засноване на моделі кількісного висновку припустило, що і Clepsydrops, і Ophiacodon були наземними. Вертебральні морфометричні дані також підтверджують, хоча й неоднозначно, скоріше наземний спосіб життя Ophiacodon, який міг досягати довжини 3.6 метрів. Археотиріс також міг бути наземним, але детальне дослідження середовища його існування досі не проводилося. Найдавніші офіакодонтіди нагадували варанідів за пропорціями тіла, тоді як інші були більшими з подовженими черепами та масивними плечовими поясами, ймовірно, щоб забезпечити прикріплення м’язів для підтримки ваги великої голови.